# Industrieverband Haus-, Heiz- und Küchentechnik
Der Industrieverband Haus-, Heiz- und Küchentechnik e. V. (HKI) ist ein Industrieverband, der gemeinsame Interessen der Sparten Haustechnik, Heiztechnik und Küchentechnik nach außen vertritt.
In der Satzung heißt es dazu:
„Der Industrieverband fördert die gemeinsamen Interessen der Hersteller von Heiz- und Kochgeräten sowie von Großkücheneinrichtungen. Hierzu gehören die Interessenvertretung bei Behörden und Verwaltungseinrichtungen und die Unterstützung seiner Mitglieder im technischen und in wirtschaftlichen Fragen.“
Der Verband war 2010, 2011 und 2012 Aussteller auf der Grünen Woche in Berlin.